# Зюдергаштедт
Зюдергаштедт (нім. Süderhastedt) — громада в Німеччині, розташована в землі Шлезвіг-Гольштейн. Входить до складу району Дітмаршен. Складова частина об'єднання громад Бург-Занкт-Міхелісдонн.
Площа — 15,74 км2. Населення становить 755 ос. (станом на 31 грудня 2020).

## Галерея

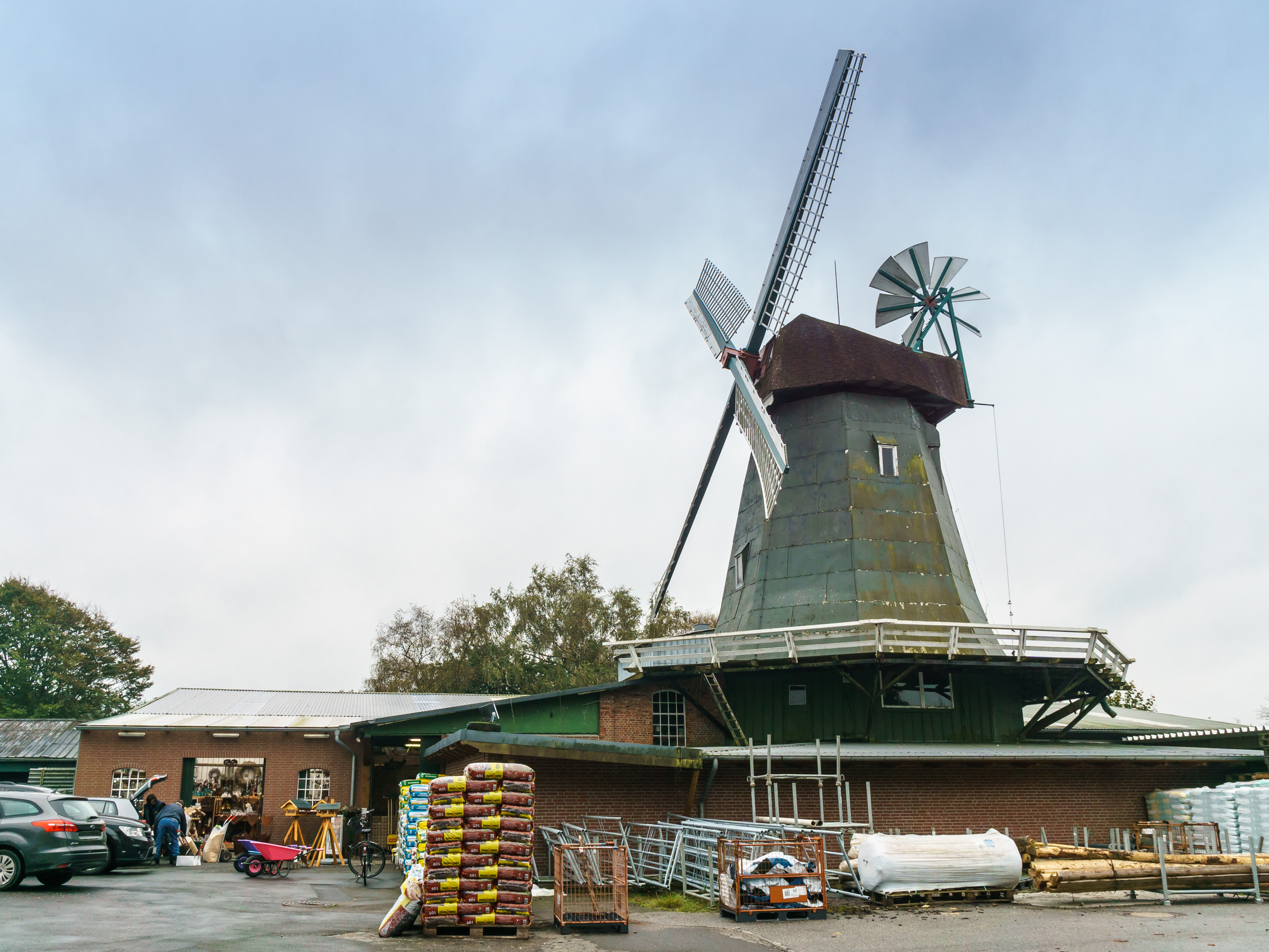
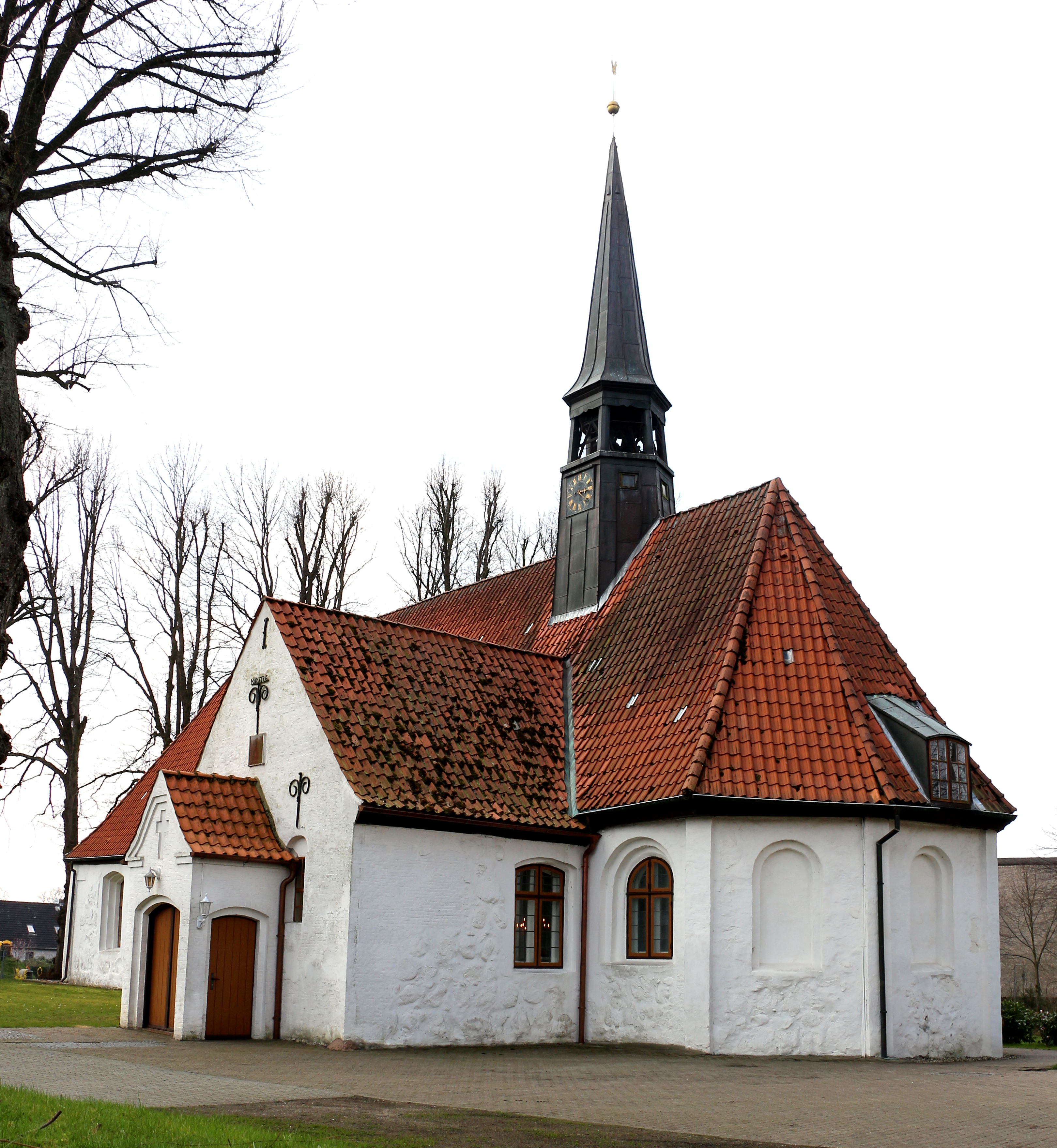
links